# Gua Musang
Gua Musang – miasto w Malezji, w stanie Kelantan. W 2000 roku liczyło 16 578 mieszkańców.